# AMAスーパークロス
AMAスーパークロス選手権（AMA Supercross Championship、略称:AMA SX）は、アメリカの主要都市で開催されるスタジアム型モトクロス、即ちスーパークロスの全米選手権である。
モンスターエナジーがタイトルスポンサーとなり、1～5月に開催される。

## 概要
スタジアムなどに大量の土砂を搬入して人工的に作られた1周約1分程度のコースで争われる。コース自体も大規模な3連ジャンプやウォッシュボードセクション、リズムセクションなど、通常のモトクロスでは見かけることが少ないショーアップ要素を含んだコースとなっている。
使用されるモトクロッサーは基本的にAMAモトクロスのものと変わらないが、サスペンションのセッティングは固くする傾向にある。AMAモトクロスとは異なり市販されていないプロトタイプマシンの出走は禁止されているが、市販化を前提としてAMAに事前に申請した場合、1シーズンに限り特例としてプロトタイプマシンの参加が許される。2015年現在、この特例を用いて出走し、勝利したのは1997年のラスベガスにおけるダグ・ヘンリーのみである。
1990年代後半からAMAモトクロスでは4ストロークエンジンの優位性が認められていくが、AMAスーパークロスではコース特性の違いから、瞬発力に優れた2ストロークエンジンが00年代半ばまで猛威を振るい続けた。
スーパークロスはAMAが本場であり、2003年から2007年まではカレンダーの大部分をFIMスーパークロス世界選手権と共有されており、さらに2008年から2021年までは完全に同じカレンダーで、AMAスーパークロスにFIM世界選手権が掛けられている状態だった。
5〜8月開催のAMAモトクロスとは開催時期がズレているため、望めば両方に参加できるようになっている。同様にモトクロス世界選手権や全日本モトクロス選手権を戦うライダーがシーズンオフのトレーニングとしてスポット参戦することも多い。
2023年9月から、AMAスーパークロス/AMAモトクロスの上位者による最強決定戦「AMAスーパーモトクロス選手権」（SMX）が開催されている。
なおスーパークロスはスタジアム内だが空は開放されているため実質的には屋外であり、天井付きで完全に屋内で行われるモトクロスは「AMAアリーナクロス選手権」が存在する。

## クラス

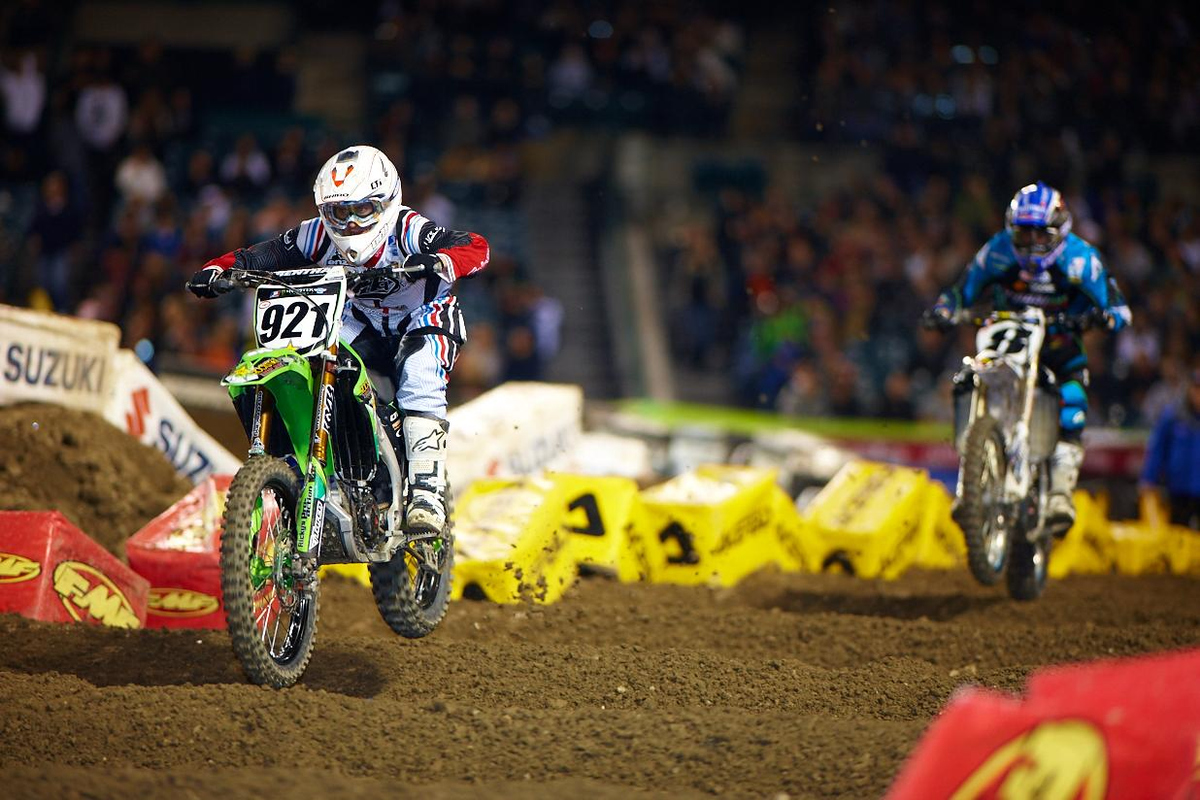
ManuRivas AMASupercross（2010年）

- 450ccクラス（旧スーパークロス、250ccクラス）
4ストローク450cc/2ストローク250ccのマシンによるクラス。選手権のメインクラス。全米選手権として開催されている。
- 250ccクラス（旧スーパークロスライツ、125ccクラス）
4ストローク250cc/2ストローク125ccのマシンによるクラス。東地区と西地区に分かれて開催されており、最終戦のイースト・ウェスト・ショーダウン（旧シュートアウト）で、両地区のトップライダーが直接対決する。

### ポイント
1位＝25、2位＝22、3位＝20、4位＝18、5位＝16、6位＝15、7位＝14、8位＝13、9位＝12、10位＝11、11位＝10、12位＝9、13位＝8、14位＝7、15位＝6、16位＝5、17位＝4、18位＝3、19位＝2、20位＝1
ポイントリーダーは赤い背景のゼッケンを使用する。

## 歴代チャンピオン
| 年     | 250                                      | 500                                  |                                      |
| ------ | ---------------------------------------- | ------------------------------------ | ------------------------------------ |
| 1974年 | ピエール・カールスマーカー（ヤマハ）     | ゲイリー・セミックス（ハスクバーナ） |                                      |
| 1975年 | ジム・エリス（カンナム）                 | スティーブ・スタッカブル（マイコ）   |                                      |
| 1976年 | ジム・ワイナート（カワサキ）             |                                      |                                      |
| 1977年 | ボブ・ハンナ（ヤマハ）                   |                                      |                                      |
| 1978年 | ボブ・ハンナ（ヤマハ）                   |                                      |                                      |
| 1979年 | ボブ・ハンナ（ヤマハ）                   |                                      |                                      |
| 1980年 | マイク・ベル（ヤマハ）                   |                                      |                                      |
| 1981年 | マーク・バーネット（スズキ）             |                                      |                                      |
| 1982年 | デニー・ハンセン（ホンダ）               |                                      |                                      |
| 1983年 | デビット・ベイリー（ホンダ）             |                                      |                                      |
| 1984年 | ジョニー・オマラ（ホンダ）               |                                      |                                      |
| 年     | 250                                      | 125西地区                            | 125東地区                            |
| 1985年 | ジェフ・ワード（カワサキ）               | ボビー・ムーア（スズキ）             | エディ・ウォーレン（カワサキ）       |
| 1986年 | リック・ジョンソン（ホンダ）             | ドニー・シュミット（カワサキ）       | ケリー・タービン（ホンダ）           |
| 1987年 | ジェフ・ワード（カワサキ）               | ウィリー・サラット（スズキ）         | ロン・ティチナー（スズキ）           |
| 1988年 | リック・ジョンソン（ホンダ）             | ジェフ・マタセビッチ（カワサキ）     | トット・デフープ（スズキ）           |
| 1989年 | ジェフ・スタントン（ホンダ）             | ジェフ・マタセビッチ（カワサキ）     | デイモン・ブラッドショー（ヤマハ）   |
| 1990年 | ジェフ・スタントン（ホンダ）             | タイ・デイビス（ホンダ）             | デニー・スティーブンソン（スズキ）   |
| 1991年 | ジャン・ミッシェル・バイル（ホンダ）     | ジェレミー・マクグラス（ホンダ）     | ブライアン・スウィンク（ホンダ）     |
| 1992年 | ジェフ・スタントン（ホンダ）             | ジェレミー・マクグラス（ホンダ）     | ブライアン・スウィンク（スズキ）     |
| 1993年 | ジェレミー・マクグラス（ホンダ）         | ジミー・ガディス（カワサキ）         | ダグ・ヘンリー（ホンダ）             |
| 1994年 | ジェレミー・マクグラス（ホンダ）         | デイモン・ハフマン（スズキ）         | エズラ・ラスク（スズキ）             |
| 1995年 | ジェレミー・マクグラス（ホンダ）         | デイモン・ハフマン（スズキ）         | ミカエル・ピション（カワサキ）       |
| 1996年 | ジェレミー・マクグラス（ホンダ）         | ケビン・ウインダム（ヤマハ）         | ミカエル・ピション（カワサキ）       |
| 1997年 | ジェフ・エミッグ（カワサキ）             | ケビン・ウインダム（ヤマハ）         | ティム・フェリー（スズキ）           |
| 1998年 | ジェレミー・マクグラス（ヤマハ）         | ジョン・ダウド（ヤマハ）             | リッキー・カーマイケル（カワサキ）   |
| 1999年 | ジェレミー・マクグラス（ヤマハ）         | ネイサン・ラムゼイ（カワサキ）       | エルネスト・フォンセカ（ヤマハ）     |
| 2000年 | ジェレミー・マクグラス（ヤマハ）         | シェイ・ベントリー（カワサキ）       | ステファン・ロンカダ（ヤマハ)        |
| 2001年 | リッキー・カーマイケル（カワサキ）       | エルネスト・フォンセカ（ヤマハ）     | トラビス・パストラーナ（スズキ）     |
| 2002年 | リッキー・カーマイケル（ホンダ）         | トラビス・プレストン（ホンダ）       | チャド・リード（ヤマハ)              |
| 2003年 | リッキー・カーマイケル（ホンダ）         | ジェームス・スチュワート（カワサキ） | ブランデン・ジェスマン（スズキ）     |
| 2004年 | チャド・リード（ヤマハ)                  | アイバン・テデスコ（カワサキ）       | ジェームス・スチュワート（カワサキ） |
| 2005年 | リッキー・カーマイケル（スズキ）         | アイバン・テデスコ（カワサキ）       | グラント・ラングストン（カワサキ）   |
| 年     | 450                                      | 250西地区                            | 250東地区                            |
| 2006年 | リッキー・カーマイケル（スズキ）         | グラント・ラングストン（カワサキ）   | デイビー・ミルサップス（ホンダ）     |
| 2007年 | ジェームス・スチュワート（カワサキ）     | ライアン・ビロポート（カワサキ）     | ベン・タウンリー（カワサキ）         |
| 2008年 | チャド・リード（ヤマハ)                  | ジェイソン・ローレンス（ヤマハ）     | トレイ・カナード（ホンダ）           |
| 2009年 | ジェームス・スチュワート（ヤマハ）       | ライアン・ダンジー（スズキ）         | クリストフ・プーセル（カワサキ）     |
| 2010年 | ライアン・ダンジー（スズキ）             | ジェイク・ウェイマー（カワサキ）     | クリストフ・プーセル（カワサキ）     |
| 2011年 | ライアン・ビロポート（カワサキ）         | ブロック・ティックル（カワサキ）     | ジャスティン・バーシア（ホンダ）     |
| 2012年 | ライアン・ビロポート（カワサキ）         | イーライ・トマック（ホンダ）         | ジャスティン・バーシア（ホンダ）     |
| 2013年 | ライアン・ビロポート（カワサキ）         | ケン・ロクスン（KTM）                | ウィル・ハーン（ホンダ）             |
| 2014年 | ライアン・ビロポート（カワサキ）         | ジェーソン・アンダーソン（KTM）      | ジャスティン・ボーグル（ホンダ）     |
| 2015年 | ライアン・ダンジー（KTM）                | クーパー・ウェブ（ヤマハ）           | マーヴィン・ムスキャン（KTM）        |
| 2016年 | ライアン・ダンジー（KTM）                | クーパー・ウェブ（ヤマハ）           | マルコム・スチュワート（ホンダ）     |
| 2017年 | ライアン・ダンジー（KTM）                | ジャスティン・ヒル（カワサキ）       | ザック・オズボーン（ハスクバーナ）   |
| 2018年 | ジェイソン・アンダーソン（ハスクバーナ） | アーロン・プレッシンジャー（ヤマハ） | ザック・オズボーン（ハスクバーナ）   |
| 2019年 | クーパー・ウェブ（KTM）                  | ディラン・フェランディス（ヤマハ）   | チェイス・セクストン（ホンダ）       |
| 2020年 | イーライ・トマック(カワサキ)             | ディラン・フェランディス(ヤマハ)     | チェイス・セクストン(ホンダ)         |
| 2021年 | クーパー・ウェブ(KTM)                    | ジャスティン・クーパー(ヤマハ)       | コルト・ニコルス(ヤマハ)             |
| 2022年 | イーライ・トマック(ヤマハ)               | クリスチャン・クレイグ(ヤマハ)       | ジェット・ローレンス(ホンダ)         |
| 2023年 | チェイス・セクストン(ホンダ)             | ジェット・ローレンス(ホンダ)         | ハンター・ローレンス(ホンダ)         |

|}

## 余談
スーパークロス創設の第一人者であり、プロモーターとしても本レースを興行的に初めて成功させたマイケル・グッドウィンは、コンストラクターとしてのインディ500参戦やSCOREインターナショナル（バハ1000の主催）設立、ドライバーとしてのバハ1000優勝などの輝かしい経歴を持つミッキー・トンプソン夫妻の射殺事件（1988年）の計画・指示を行ったとして2001年にカリフォルニア州オレンジ郡で起訴され、2007年カリフォルニア州パサデナの連邦地方裁判所にて仮釈放無しの終身刑の判決を受けた。
グッドウィンとトンプソンはスーパークロスのバギー版を作ろうとお互いの会社を合併させたが、お互いの血気盛んな性格が災いしてか数カ月で破談。この時の裁判でトンプソンが51万4千ドルを勝ち取ってグッドウィンが破産に追い込まれたという事実や、その後グッドウィンが友人や仲間に対し「トンプソンを殺してやる」という趣旨の発言をしていたという15人もの証人からの証言、さらにはグッドウィンがトンプソンの家を偵察していたという目撃情報もあり、状況証拠は十分ということでの判決だった。またグッドウィン夫婦は事件の2ヶ月前に27.5万ドル相当の金を購入の上で英領タークス・カイコス諸島の銀行に40万ドルを送金し、事件の5ヶ月後に夫婦で出国して2年以上戻らないという奇妙な動きもしていた。
2015年にもカリフォルニア第2地方控訴裁判所で判断がされたが、「グッドウィンを事件に結び付ける直接的な証拠はなかったが、一連の状況証拠は"圧倒的"である」として、この判決を支持している。
一方で物的証拠には乏しく、実行犯とされる二人組も捕まっていないことから、この判決に疑問を呈する声もある。グッドウィンは上述の控訴審で、トンプソンの妹のコリン・キャンベルに対し「哀悼の意を表するが、無実なので謝ることはできない」と告げた。
TV局のCBSの法医学犯罪ドラマ『CSI:科学捜査班』シリーズではこの事件をモチーフとしたエピソード「Early Rollout」が2004年に放送されたが、これが民間伝承を形成し、グッドウィンに不利をもたらしたと彼の弁護士は主張している。